# Martin Roberts
Martin Wade Roberts (Adelaida, 19 de junio de 1966) es un deportista australiano que compitió en natación.
Ganó tres medallas en el Campeonato Pan-Pacífico de Natación, en los años 1987 y 1989. Participó en dos Juegos Olímpicos de Verano, ocupando el cuarto lugar en Seúl 1988, en la prueba de 4 × 200 m libre, y el octavo en Barcelona 1992, en 200 m mariposa.

## Palmarés internacional
| Campeonato Pan-Pacífico | Campeonato Pan-Pacífico | Campeonato Pan-Pacífico | Campeonato Pan-Pacífico |
| Año                     | Lugar                   | Medalla                 | Prueba                  |
| ----------------------- | ----------------------- | ----------------------- | ----------------------- |
| 1987                    | Brisbane (Australia)    | Medalla de plata        | 4 × 200 m libre         |
| 1987                    | Brisbane (Australia)    | Medalla de bronce       | 4 × 100 m libre         |
| 1989                    | Tokio (Japón)           | Medalla de bronce       | 4 × 200 m libre         |